# Ceará (flod)
Cearáfloden är ett vattendrag i Caucaia i Ceará i Brasilien. Floden bildar i sitt nedre lopp gräns mellan Caucaia och huvudstaden Fortaleza.
Flodens nedre lopp och mynning i Atlanten bildar naturskyddsområdet Área de Proteção Ambiental do Estuário do Rio Ceará. Området är populärt för turism och rekreation.
De första portugiserna i Ceará landsteg i närheten av Cearáflodens mynning år 1603, ledda av Pero Coelho de Sousa. På platsen, i stadsdelen Barra do Ceará, byggdes fortet São Sebastião år 1612.

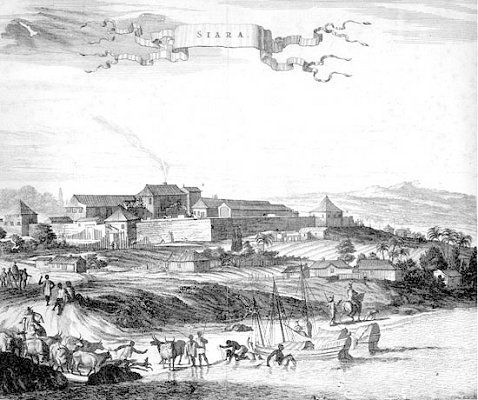
São Sebastião-fortet i Barra do Ceará. Gravyr av Arnoldus Montanus, 1600-talet.
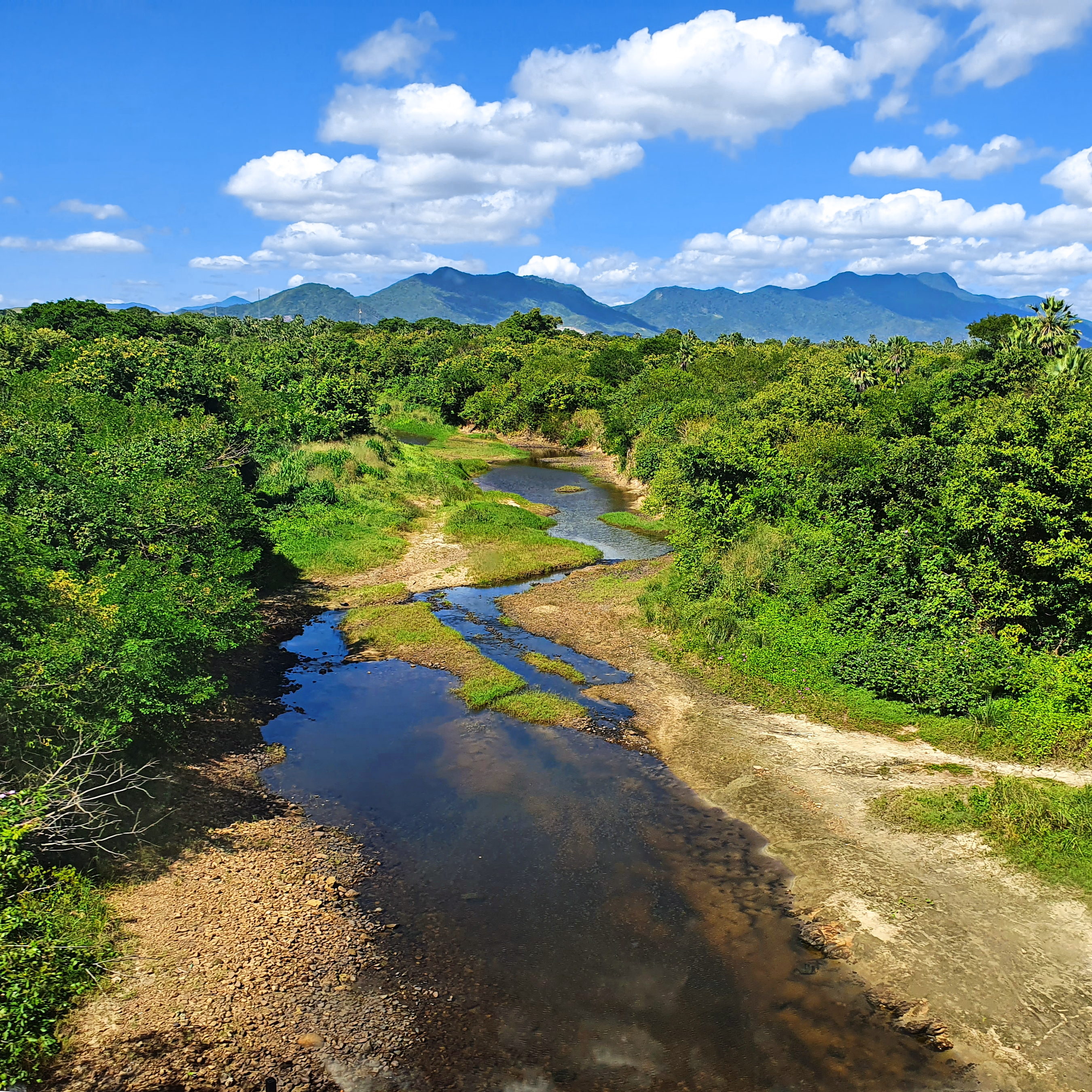
Cearáfloden söder om väg BR-222
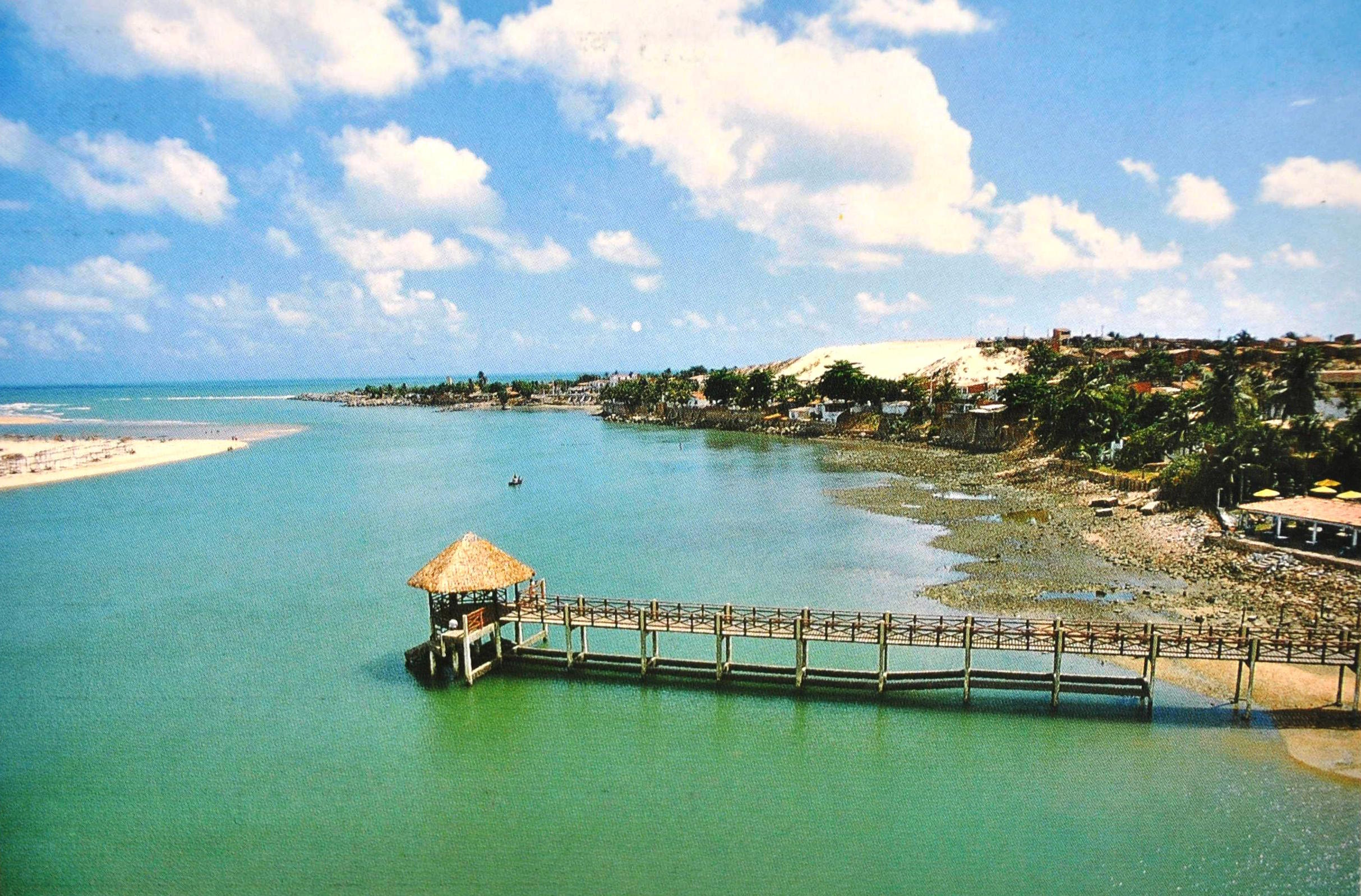
Cearáflodens mynning i Atlanten sedd från José Martins Rodrigues-bron.
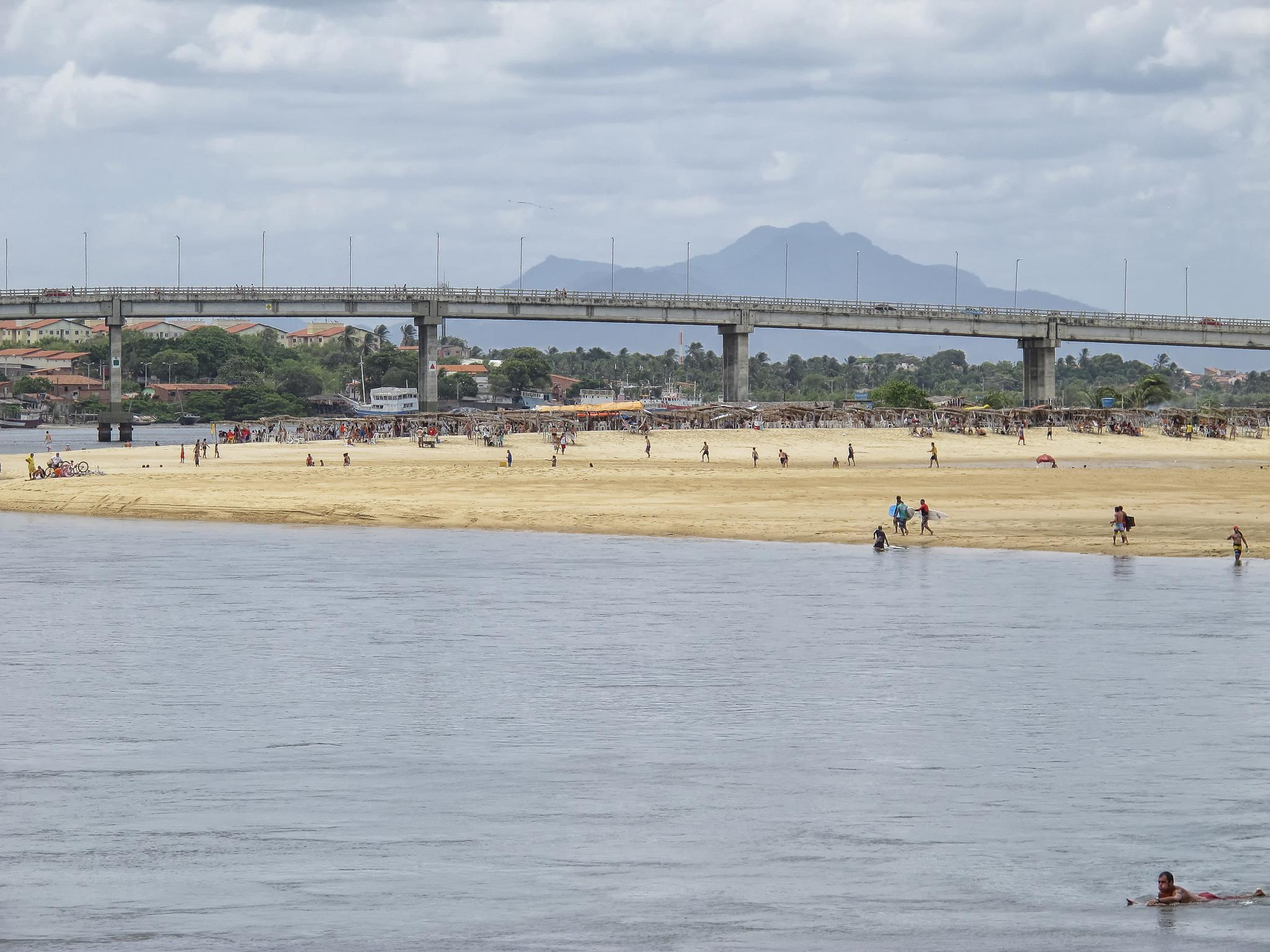
Badande vid José Martins Rodrigues-bron